# Monestir de Visoki Dečani
El monestir de Visoki Dečani (en serbi: Манастир Високи Дечани) és un monestir ortodox serbi situat a Dečani, Kosovo, a 12 km al sud de la ciutat de Peć. Va ser fundat a la primera meitat del segle xiv per Stefan Dečanski, rei de Sèrbia.
El monestir de Visoki Dečani es troba al congost del riu Lumbardh de Deçan, als peus de les Muntanyes Maleïdes, a la regió de Metohija. Es troba a uns 2 quilometres (1.2 mi) del poble de Deçan. El monestir és gestionat per l'Eparquia ortodoxa sèrbia de Raška i Prizren.
L'any 2004 la UNESCO el va reconèixer com a Patrimoni de la Humanitat, iniciant un conjunt que es completà l'any 2006 i que rebé el nom de Monuments Medievals de Kosovo. Com la resta del conjunt, el monestir de Dečani està també inclòs en la Llista del Patrimoni de la Humanitat en perill.

## Història

### Edat mitjana
El monestir va ser establert pel monarca serbi Esteve Uroš III de Dečani el 1327, i la seva carta fundacional data de 1330. L'any següent, el rei va morir i fou enterrat al monestir, fet que contribuí a la seva popularització. Els treballs de construcció van continuar sota el regnat del seu fill, l'emperador Stefan Uroš IV Dušan, fins a l'any 1335. El principal arquitecte del monestir va ser el frare franciscà Vito de Kotor. Segons Branislav Pantelić, el monestir representa l'última fase de l'arquitectura occidental, gòtica, romana d'Orient i romànica i conté pintures romanes d'Orient i nombroses escultures romàniques, part del renaixement paleòleg.
La construcció del monestir va durar un total de 8 anys i va acabar l'any 1335. En aquesta època es va acabar el tron de fusta de l'hegumen (cap del monestir) i es va decorar l'interior de l'església. El sarcòfag de fusta tallada de Dečanski es va acabar el 1340. Els que van contribuir a la construcció del monestir van rebre col·lectivament un llogaret proper a la ciutat de Prizren anomenat Manastirica, on molts es van establir després de la seva finalització. La princesa sèrbia i emperadriu consort búlgara Ana-Neda (m. 1350) va ser enterrada a l'església.
Durant l'edat mitjana, va rebre pobles albanesos sencers com a regals dels reis serbis, especialment Stefan Dušan, com a obsequis al monestir serbi de Deçan, així com als de Prizren i Tetova.

### Edat moderna
L'escriptor búlgar Gregory Tsamblak, autor de la Vida de Stefan Dečanski, va ser l'hegumen (cap del monestir) a principis del segle xv. El pintor-monjo Longin va passar dues dècades al monestir durant la segona meitat del segle xvi i va crear 15 icones amb representacions de les Grans Festes i ermitans, així com la seva obra més celebrada, la icona de Stefan Dečanski. A finals del segle xvii, els otomans van saquejar el monestir, però no van causar danys greus. El 1819, l'arximandrita Zaharija Dečanac es va convertir en Metropolità de Raška i Prizren.

### Edat contemporània
Després del final de la Primera Guerra dels Balcans, el monestir va caure sota l'administració del Regne de Montenegro. L'aleshores rei Nikola I de Montenegro va posar gran part de la terra circumdant sota la jurisdicció del monestir. Durant la Primera Guerra Mundial, els tresors del monestir van ser saquejats per l'exèrcit austrohongarès, que va ocupar Sèrbia entre 1915 i 1918. El monestir va caure dins del territori del regne albanès governat per italià durant la Segona Guerra Mundial, i va ser objectiu de destrucció pel nacionalista albanès Balli Kombëtar i els camises negres feixistes italians a mitjans de 1941. El Reial Exèrcit Italià va respondre enviant un grup de soldats per ajudar a protegir el monestir dels atacs.
El tresor monàstic es va exposar al refetor medieval reconstruït l'any 1987. Els monjos del monestir van acollir refugiats de totes les ètnies durant la guerra de Kosovo, que va durar des de març de 1998 fins a juny de 1999. El 7 de maig de 1998, es van trobar els cadàvers de dos albanesos d'edat avançada a 500 metres del monestir. Segons els informes, van ser assassinats per l'Exèrcit d'Alliberament de Kosovo (KLA) per presumptament col·laborar amb les forces sèrbies. L'UCK va fer un atac no gaire lluny del monestir el 8 de maig, matant una persona i ferint quatre més. Aquell vespre, els 300 serbis restants de Deçan van anar al monestir per buscar refugi.
Els civils albanesos que buscaven refugi al monestir van tornar a les seves cases després de la retirada dels militars serbis de Kosovo el juny de 1999. Posteriorment, una unitat italiana de la Força de Kosovo (KFOR) va ser assignada per vigilar el monestir, que va ser atacat en diverses ocasions. Desenes de romanis van buscar refugi al monestir durant els mesos següents, tement els atacs de represàlia dels seus veïns albanesos, que els van acusar de col·laborar amb els serbis i de saquejar cases albaneses.
Durant els violents disturbis a Kosovo el 17 de març de 2004, la KFOR va defensar el monestir d'una multitud albanesa que intentava llançar-hi còctels molotov. En l'enfrontament, diversos albanesos van resultar ferits a trets. El 2 de juliol de 2004, el monestir va ser declarat Patrimoni de la Humanitat per l'Organització de les Nacions Unides per a l'Educació, la Ciència i la Cultura (UNESCO). La UNESCO el va citar com "un tresor insubstituïble, un lloc on les tradicions de l'arquitectura romànica es troben amb els patrons artístics del món bizantí". El monestir, juntament amb tots els altres monuments medievals serbis a Kosovo, es va afegir a la llista de la UNESCO de llocs del Patrimoni Mundial en perill d'extinció el 2006.
Presumptes insurgents albanesos de Kosovo van llançar granades de mà contra el monestir el 30 de març de 2007, però van causar pocs danys. A partir de llavors, la situació al voltant del monestir s'ha estabilitzat i s'ha reobert als visitants. El president serbi Boris Tadić va assistir a un servei al monestir l'abril de 2009. El vicepresident dels Estats Units Joe Biden va visitar el monestir el mes següent. A l'Informe anual sobre la llibertat religiosa internacional, el Departament d'Estat va escriure que els funcionaris municipals de Deçan van continuar negant-se a implementar una decisió del Tribunal Constitucional del 2016 que confirmava la sentència del Tribunal Suprem del 2012 que reconeixia la propietat del monestir d'aproximadament 24 hectàrees de terra.